# Yonathan Del Valle
Yonathan Alexander Del Valle Rodríguez (Valência (Venezuela), 28 de maio de 1990) é um futebolista profissional venezuelano que atua como atacante, atualmente defende o Bursaspor.

## Carreira
Yonathan Del Valle fez parte do elenco da Seleção Venezuelana de Futebol da Copa América de 2016.